# Język saponi
Język saponi – wymarły język papuaski z rodziny języków Równiny Jezior. Był używany we wsi Botawa (dystrykt Waropen Bawah, kabupaten Waropen).
W 1987 r. miał co najwyżej 10 użytkowników. Odnotowano, że znalazł się pod presją ze strony indonezyjskiego i dominujących lokalnie języków (takich jak rasawa). Brak danych na temat ewentualnych osób, które wciąż mogą się nim posługiwać.